# Christian Scaroni
Christian Scaroni (født 16. oktober 1997 i Brescia) er en cykelrytter fra Italien, der kører for Fejl i Modul:Cykelhold: Wikidata-entitet ikke angivet..